# Fritz Lüthy
Fritz Lüthy (* 17. November 1895 in Feldbrunnen; † 13. Januar 1988 in Zürich) war ein Schweizer Neurologe.
Lüthy war Professor für Medizin an der Universität Zürich und Direktor der neurologischen Universitätsklinik. Von 1946 bis 1950 war er Vizepräsident und anschliessend von 1950 bis 1953 Präsident der Schweizerischen Neurologischen Gesellschaft.

## Ehrungen
Die Deutsche Gesellschaft für Neurologie verlieh ihm im Jahr 1970 die Wilhelm-Erb-Gedenkmünze.

## Werke
- Über die hepato-lentikuläre Degeneration (Wilson-Westphal-Strümpell). F. C. W. Vogel, Berlin 1931 (Habilitationsschrift).